# Renata Adegas
Rê Adegas (Porto Alegre) é uma cantora e compositora brasileira.
Renata começou a trabalhar na área profissionalmente aos 17 anos. Participou de vários projetos como a banda Soul Addiction e banda da casa do Abbey Road Studio Pub, em 2002, um dos mais conceituados bares de música ao vivo de Porto Alegre, ganhador de prêmios, inclusive da revista Veja. 
Também atuou como cantora de trilhas de filme como: “O Homem Que Copiava” e “Extremo Sul”, onde foi dirigida pelo produtor Léo Henkin.
Em novembro de 2006 Renata ganhou o prêmio de melhor intérprete no Festival de música de Porto Alegre.
Em 2007, junto ao pianista Geraldo Flach, criou um espetáculo com as músicas do disco Elis & Tom.
Seu primeiro disco vem com a produção de Geraldo Flach, arranjo de Michel Dorfman e vários músicos convidados. Tem como sonoridade principal a MPB moderna. Sua estréia foi no famoso Theatro São Pedro com a casa lotada.
Em 2009 Renata obteve 3 indicações para o Prêmio Açorianos de Música, o mais importante prêmio do Rio Grande do Sul.
Após mudou-se para o Rio de Janeiro, onde participou de projetos musicais e de publicidade na cena local.
De volta a Porto Alegre após alguns anos, Renata continuou fazendo trabalhos publicitários, e participando de projetos musicais na capital.
Em agosto de 2018, foi selecionada para participar do reality “The Voice Brasil”, onde teve a oportunidade de trabalhar com o incrível músico Carlinhos Brown como técnico e esteve presente até a batalha dos técnicos. 
Em dezembro de 2018, Renata lançou um novo single e o show “A flor e os espinhos” e agora no primeiro semestre lançou mais um novo Single, chamado “Dor de Amor”, música dos cariocas Toninho Geraes, Toninho Nascimento e Chico Alves.

## Prêmios e indicações

### Prêmio Açorianos
| Ano  | Categoria         | Indicação     | Resultado |
| ---- | ----------------- | ------------- | --------- |
| 2008 | Intérprete de MPB | Renata Adegas | Indicado  |
| 2008 | Espetáculo        | Sambô         | Indicado  |